# Rime (Radsportteam)
Das Team Rime Drali ist ein italienisches Radsportteam mit Sitz in Brescia.

## Organisation und Geschichte
Gegründet 2016, war das Team von 2019 bis 2024 im Besitz einer Lizenz als UCI Continental Team. Im Team sind ausschließlich U23-Fahrer, die an Rennen der UCI Continental Circuits und des nationalen Kalenders teilnehmen. Mit drei Saisonsiegen war 2023 die bisher erfolgreichste Saison des Teams.
2023 wurde das Team für eine Saison mit neuem Co-Sponsor SIAS, einer Firma für Fahrbahnmarkierungen, unter dem Kurznamen SIAS lizenziert. Seit 2024 ist der Radausstatter Drali zweiter Titelsponsor. 

## Erfolge als UCI Continental Team
| Rennserie                 | 2019 | 2020 | 2021 | 2022 | 2023 | 2024 |
| ------------------------- | ---- | ---- | ---- | ---- | ---- | ---- |
| UCI ProSeries             | -    | -    | -    | -    | -    | -    |
| UCI Continental Circuits  | 1    | -    | -    | 1    | 3    | -    |
| nationale Meisterschaften | -    | -    | -    | -    | -    | -    |

## Platzierungen in UCI-Ranglisten
UCI-Weltrangliste
| World Ranking | World Ranking | World Ranking                | World Ranking |
| Jahr          | Teamwertung   | Einzelwertung                |               |
| ------------- | ------------- | ---------------------------- | ------------- |
| 2019          | 168.          | Samuele Zambelli (1061. )    |               |
| 2020          | —             | —                            |               |
| 2021          | 124.          | Samuele Zambelli (669. )     |               |
| 2022          | 178.          | Yaroslav Parashchak (1749. ) |               |
| 2023          | 132.          | Nicolo Pettiti (1185. )      |               |
| 2024          | 189.          | Andrea Debiasi (1412. )      |               |
|               |               |                              |               |
| Quelle: UCI   |               |                              |               |